# Uña

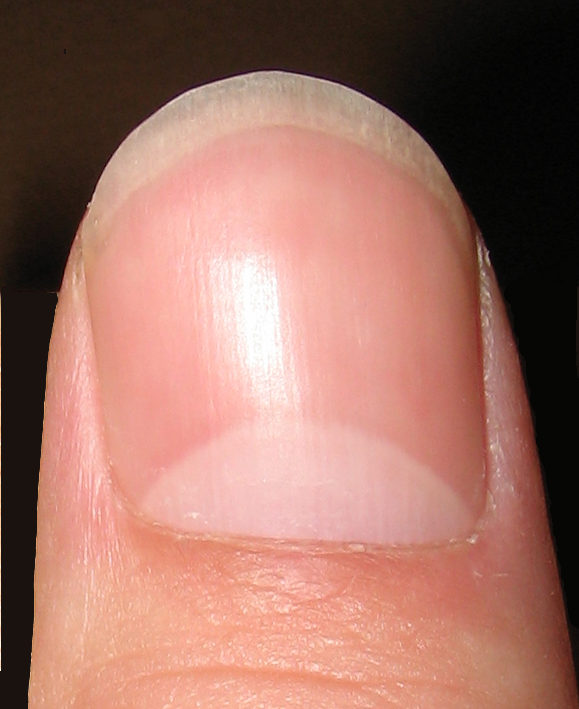
Uña del dedo pulgar.

La uña es una estructura convexa de la piel localizada en las regiones distales de los dedos. Las uñas de los animales pueden tener diversas formas, alargadas y afiladas, como en las garras de algunos reptiles, aves y mamíferos, o muy desarrolladas, cubriendo los dedos sobre los que se apoyan al caminar, como las pezuñas de los ungulados.
Las uñas son anejos cutáneos formados principalmente por células muertas endurecidas que contienen queratina, una proteína fibrosa que el cuerpo produce de manera natural. El ritmo de crecimiento de estos anejos varía de un dedo a otro y de una persona a otra. Las uñas crecen a una velocidad promedio de 0,1 mm/día (1 mm cada 10 días o unos 3 mm al mes). Las uñas de las manos tardan de 4 a 5 meses en volver a crecer completamente. Las uñas de los pies tardan en volver a crecer completamente de 6 a 7 meses. El ritmo exacto depende de la edad, la estación del año, la cantidad de calcio, de los ejercicios hechos y factores hereditarios.
Si no se cortan o no sufren el desgaste necesario, las uñas pueden alcanzar una longitud considerable. Las uñas de las manos crecen cuatro veces más rápido que las de los pies.
El examen del aspecto de las uñas se ha usado frecuentemente en el pasado como herramienta de diagnóstico de diversas enfermedades o desequilibrios fisiológicos.

## Anatomía
Las uñas de las manos y de los pies están compuestas de:

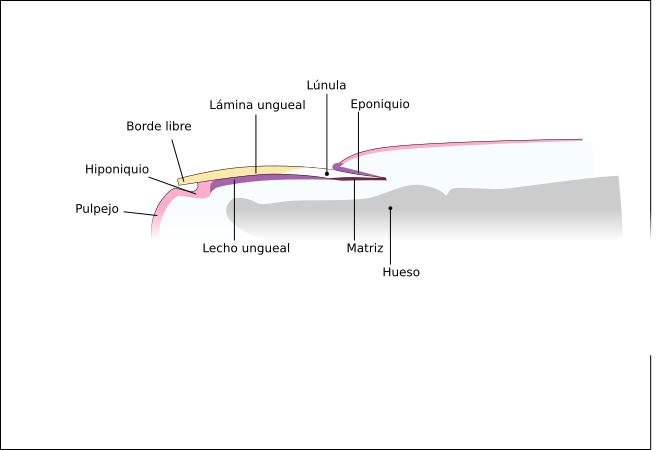
Anatomía de una uña humana

- Cuerpo o lámina ungueal. Es la estructura córnea que normalmente conocemos como uña; la porción dura y translúcida compuesta de queratina.
- Matriz o raíz.[7] Es la parte donde se origina el cuerpo ungueal, situada bajo la piel en su parte inferior.
- Lúnula. Es la parte blanquecina en forma de medialuna que se observa casi siempre en la base del cuerpo ungueal. La lúnula es el final de la matriz y, por lo tanto, la parte visible de la uña viva, aunque no se ve en todos los dedos. El resto del cuerpo ungueal se compone de células muertas.
- Lecho ungueal. Es el tejido conectivo adherente que se encuentra debajo del cuerpo ungueal y conecta con el dedo.
- Hiponiquio. Es el tejido ubicado debajo del borde libre del cuerpo ungueal. Constituye un sello impermeable que protege el lecho ungueal de las infecciones.
- Paroniquio. Es la estrecha franja del pliegue de la piel a los lados del cuerpo ungueal.
- Eponiquio. Es la estrecha franja del pliegue de la piel que parece terminar en la base del cuerpo ungueal. En ocasiones se confunde el vocablo con «cutícula» o «padrastro». El primer término se refiere al conjunto de células que conforman el revestimiento exterior de un organismo, entre otros las del eponiquio. El segundo término es equivalente a un pellejo, y se reserva para referirse a un pedazo pequeño de piel que se levanta de la carne inmediata a las uñas de las manos.

Juntos, el eponiquio y la cutícula forman un sello protector. La cutícula es la capa semicircular de células muertas de la piel casi invisibles que «sobresalen» y cubren la parte posterior de la placa ungueal visible, mientras que el eponiquio es el pliegue de células de la piel que produce la cutícula. Son continuos y algunas referencias los ven como una sola entidad; en esta clasificación, los nombres eponiquio , cutícula y perioniquio son sinónimos. Es la cutícula (parte no viva) la que se quita durante una manicura, pero el eponiquio (parte viva) no debe tocarse debido al riesgo de infección. El eponiquio es una pequeña banda de células vivas (epitelio) que se extiende desde la pared posterior de la uña hasta la base de este anejo. El eponiquio es el extremo del pliegue proximal que se pliega sobre sí mismo para arrojar una capa epidérmica de piel sobre la placa ungueal recién formada.[ contradictorio ] El perionix es el borde saliente del eponiquio que cubre la tira proximal de la lúnula.
La pared ungueal (vallum unguis) es el pliegue cutáneo que se superpone a los lados y al extremo proximal de la uña. El margen lateral (margo lateralis) se encuentra debajo de la pared ungueal a los lados de la uña, y el surco o pliegue ungueal (sulcus matricis unguis) son las hendiduras cutáneas en las que se incrustan los márgenes laterales.

## Funciones

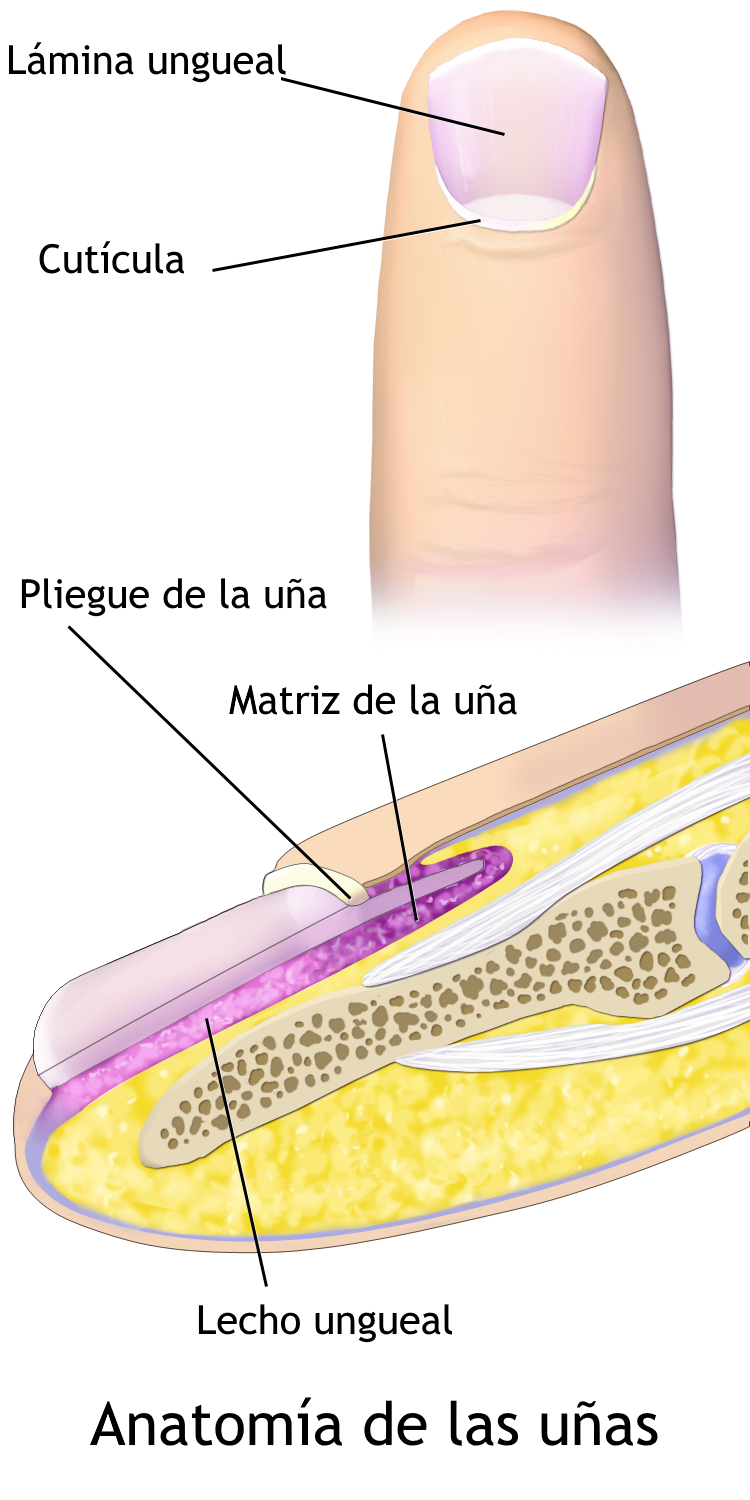

Una uña sana tiene la función de proteger de lesiones la  falange distal, la yema del dedo y los tejidos blandos circundantes. También sirve para mejorar los movimientos delicados y precisos de los dedos distales mediante la contrapresión ejercida sobre la pulpa del dedo. Luego, la uña actúa como una fuerza contraria cuando la punta del dedo toca un objeto, mejorando así la sensibilidad de la yema del dedo, aunque la uña en sí no tiene terminaciones nerviosas. Finalmente, la uña funciona como una herramienta que permite el llamado "agarre de precisión extendido" (p. ej., sacar una astilla del dedo) y ciertas acciones de corte o raspado.

### Crecimiento
La parte de crecimiento de la uña se encuentra bajo la piel en el extremo proximal bajo la epidermis, que es la única parte viva de una uña.
En los mamíferos, la tasa de crecimiento de estos anejos está relacionada con la longitud de la falanges terminal. (huesos más externos de los dedos). Así, en el ser humano, la uña del dedo índice crece más rápido que la del meñique; y las uñas de los dedos crecen hasta cuatro veces más rápido que las de los pies.
En los seres humanos, las uñas de las manos crecen a un ritmo medio de aproximadamente 3,5 mm. al mes, mientras que las de los pies crecen aproximadamente la mitad de rápido, una media aproximada de 1,6 mm al mes. Las uñas de las manos necesitan de tres a seis meses para volver a crecer completamente, y las de los pies de doce a dieciocho meses. La tasa de crecimiento real depende de la edad, el sexo, la estación del año, el nivel de ejercicio, la dieta y los factores hereditarios. 
Las uñas femeninas más largas que se conocen miden un total de 8,65 m. En contra de la creencia popular, las uñas no siguen creciendo después de la muerte; la piel deshidratada y se tensa, haciendo que las uñas (y el pelo) parezcan crecer.
Una función de la lámina ungueal es la permeabilidad: la pérdida de agua a través de la uña es tan elevada como a través de la palma de la mano.
La uña junto con el tejido adyacente y la yema de los dedos constituyen una unidad funcional como órgano del tacto y órgano prensil que habilita funciones tan importantes para la vida del ser humano como son el rascado y cosquilleo, convirtiéndose, de esta manera, en un recurso emocional.
Es conveniente que, antes de hacer cualquier actividad o función con las uñas, las mismas sean objeto de un cuidado extremo para una buena higiene.
Se ha tomado el hábito de morder las uñas en épocas de estrés. 
Otro uso importante de las uñas se da en la música. En muchos instrumentos de cuerda pulsada se usan estos anejos, siendo notable la diferencia del sonido con respecto a la púa. En estos casos las uñas se dejan crecer y se les da una forma específica.
Las uñas también sirven como elemento decorativo, cubriéndose la superficie con esmaltes sintéticos y pequeños fragmentos artificiales.

### Permeabilidad
La uña a menudo se considera una barrera impermeable, pero esto no es cierto. De hecho, es mucho más permeable que la piel y la composición de la uña incluye entre un 7 y un 12 % de agua. Esta permeabilidad tiene implicaciones para la penetración de sustancias nocivas y medicinales; en particular, los cosméticos aplicados a las uñas pueden suponer un riesgo. El agua puede penetrar en la uña al igual que muchas otras sustancias, incluido el paraquat, un herbicida de acción rápida que es dañino para el ser humano; la urea, que a menudo es un ingrediente en cremas y lociones para manos y dedos; y varios agentes fungicidas como el ácido salicílico, miconazol marca Monistat, natamicina; o el hipoclorito de sodio, que es el ingrediente activo de la lejía doméstica común pero generalmente solo en una concentración del 2 al 3 %.

## Salud y cuidado
Las uñas se pueden secar, tanto como la piel. La manicura y la pedicura son tratamientos cosméticos que tienen el propósito de darle un «buen aspecto» a las uñas. Esto se hace con diversas herramientas, como las tijeras cuticulares, tijeras para uñas, cortaúñas y limas. Dejando de lado tratamientos meramente estéticos, cuando exista un problema ungueal en las uñas deberá consultarse con un especialista sanitario, como un dermatólogo, o un podólogo (si el problema se da en las uñas de los pies).
Las infecciones en los dedos de los pies pueden provenir de calcetines sucios, ciertos tipos de ejercicios fuertes, caminar a pie descubierto y exponer los pies. Las uñas pueden conllevar una deformidad a base de golpes y arañazos.

## Trastornos

### En las manos
Alteraciones estructurales
- La ungüesla (uña enterrada)
- Uña de cuchara (coiloniquia)
- Uña rota (onicolisis)
- Uña astillada (onicorrexis)
- Uña laminada (onicosquisis)
- Uña punteada (oniquia puntacta)
- Piqueteado en laminas (psoriasis)
- Uñas largas (doliconiquia)
- Uñas pequeñas (braquioniquia)

Alteraciones cromáticas
- Mancha blanca (leuconiquia)
- Uña negra (nigroniquia)
- Decoloración tipo mancha de aceite (psoriasis)

Alteraciones periunqueales 
- Padrastro
- Panadizo (paroniquia aguda)

- Tiña de las uñas (onicomicosis)

### En los pies
La mayoría de las afecciones ungueales de las manos se pueden dar también en los pies, pero además, por sus características especiales y por la agresión del calzado, existen otras alteraciones que se dan exclusivamente en las uñas de los pies:
- Uña espesa (onicodistrofia)
- Uña en garra (onicogrifosis)
- Uña encarnada (onicocriptosis)
- Infección fúngica de las uñas (onicomicosis)

## Onicofagia
A la acción de comerse o morderse las uñas se le llama onicofagia, es un trastorno psicológico y no es totalmente sano, pues estos anejos cutáneos contienen bacterias que al entrar en contacto con la boca pueden producir enfermedades como la sepsis, que es una respuesta inmune y dañina del organismo ante una invasión bacteriana. Tal defensa provoca inflamación interna y produce daños en los órganos, lo que puede conducir a la muerte.
Es muy probable que una persona con onicofagia desarrolle paroniquia, una infección contraída por el contacto entre los dientes y la piel que protege y rodea a las uñas.

## Evolución en los primates

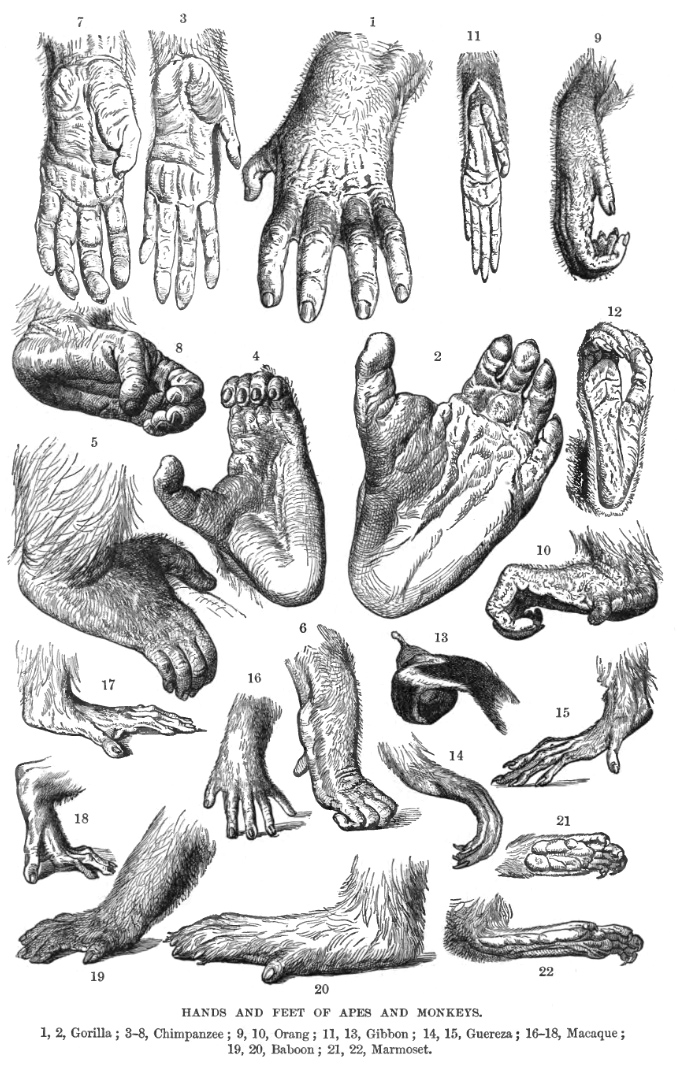
Las uñas son una característica distintiva del orden de los primates.

La uña es un unguis, es decir, una estructura de queratina al final de un dedo. Otros ejemplos de ungues incluyen el casco y la garra. Las uñas de los primates y las pezuñas de los mamíferos corredores evolucionaron a partir de las garras de animales anteriores.
A diferencia de las uñas, las garras suelen estar curvadas ventralmente (hacia abajo en los animales) y comprimidas hacia los lados. Cumplen una multitud de funciones, que incluyen escalar, excavar y luchar, y han sufrido numerosos cambios de adaptación en diferentes taxones de animales. Las garras son puntiagudas en sus extremos y se componen de dos capas: una capa gruesa y profunda y una capa superficial endurecida que cumple una función protectora. El hueso subyacente es un molde virtual de la estructura córnea suprayacente y, por lo tanto, tiene la misma forma que la garra o la uña. En comparación con las garras, las uñas son planas, menos curvas y no se extienden mucho más allá de la punta de los dedos. Los extremos de las uñas generalmente consisten solo en la capa endurecida «superficial» y no son puntiagudas como garras.
Con solo unas pocas excepciones, los primates conservan manos  plesiomorfas (originales, «primitivas») con cinco dígitos, cada uno equipado con un clavo o una garra. Por ejemplo, casi todos los primates estrepsirrinos vivos tienen uñas en todos los dedos, excepto en el segundo dedo del pie, que está equipado con una garra de acicalamiento. Los tarseros tienen una garra de aseo en el segundo y tercer dedo del pie. Menos conocida, también se encuentra una garra de acicalamiento en el segundo dedo pedal de los monos búho (Aotus), titis (Callicebus) y posiblemente otros  monos del Nuevo Mundo. El gálago con garras de aguja ( Euoticus) tiene uñas aquilladas (el pulgar y el primer y segundo dedo del pie tienen garras) con una cresta central que termina en una punta en forma de aguja.
Un estudio de la morfología de la punta de los dedos de cuatro especies de monos del Nuevo Mundo de cuerpo pequeño indicó una correlación entre el aumento de la búsqueda de alimento en las ramas pequeñas y:
1. Almohadillas apicales expandidas (puntas de los dedos),
2. Crestas epidérmicas desarrolladas (huellas dactilares ),
3. Partes distales ensanchadas de las falanges distales (huesos de la punta de los dedos), y
4. Tubérculos flexores y extensores reducidos (áreas de inserción de los músculos de los dedos en los huesos).

Esto sugiere que mientras que las garras son útiles en las ramas de gran diámetro, se requerían puntas de los dedos anchas con uñas y crestas epidérmicas para la locomoción habitual en las ramas de pequeño diámetro. También indica que las uñas en forma de quilla de Callitrichines (una familia de monos del Nuevo Mundo) son una adaptación postural derivada en lugar de una condición ancestral retenida.